# Weihnachtsangriff
Helgoland (1914) – 22. September 1914 – Texel – Yarmouth – Scarborough, Hartlepool und Whitby – Cuxhaven – Doggerbank (1915) – Noordhinder Bank – Doggerbank (1916) – 29. Februar 1916 – Yarmouth und Lowestoft – Skagerrak – 19. August 1916 – Kanal (1916) – Kanal (1917) – Shetland-Inseln – Helgoland (1917) – Bergen – Seebrügge und Ostende – Tondern
Der Weihnachtsangriff war ein erfolgloser britischer Angriff im Ersten Weltkrieg mit Marinefliegerkräften auf den Marinestützpunkt Cuxhaven und den Luftschiffhafen Nordholz am 25. Dezember 1914 (1. Weihnachtstag). Im Englischen wird er als Cuxhaven Raid (deutsch: Cuxhavenüberfall) bezeichnet. Seine besondere Bedeutung erhält das Unternehmen durch den erstmaligen Einsatz von seegestützten Fliegern in Europa. (→Belagerung von Tsingtau)

## Vorgeschichte
Dank Zeppelinen, die in für Flugzeuge unerreichbaren Höhen flogen, hätte Deutschland ungehindert England angreifen können. Im Gegensatz dazu waren die britischen Flieger nicht in der Lage, Deutschland zu erreichen. Der Fortschritt der Zeppelinentwicklung wurde zu einem britischen Trauma. Verschiedene Zeitungen ließen sich im Jahr 1910 zu reißerischen Überschriften wie „Die Luftschiff-Bedrohung“, „Der schwarze Schatten des Luftschiffes“ oder „Deutschland: Herr der Luft“ hinreißen und berichteten von einer vermeintlichen Zeppelin-Streitmacht bestückt mit Maschinengewehren, Kanonen und Bomben, was wiederum zu vermeintlichen Sichtungen von Zeppelinen über Sheerness, Portland, Dover und Liverpool führte. In Wirklichkeit waren nur 26 Zeppeline bis zum Ausbruch des Krieges hergestellt worden, davon sieben mit Maschinengewehren, jedoch ohne Kampf- oder Bombardiererfahrung bzw. Ziel- oder Abwurfgeräte. Der Rest der Zeppeline waren meist kleinere Versuchsschiffe. Mit der Belagerung von Antwerpen (1914) stiegen die Befürchtungen der Briten zusätzlich.
Als Antwort plante die Royal Navy einen Präventivschlag (genannt „Plan Y“) auf den größten Luftschiffhafen im Norden Deutschlands in Nordholz inklusive des Marinestützpunkts Cuxhaven. Dafür wurden drei Kanalfähren (Engadine, Riviera und Empress) als Träger (Flugzeugmutterschiff) für Wasserflugzeuge umgerüstet, die Cecil L’Estrange Malone, der Kommandant der Engadine, befehligte. Begleitet wurden die Flugzeugmutterschiffe von drei Leichten Kreuzern, acht Zerstörern und elf U-Booten unter dem Kommando von Commodore Reginald Tyrwhitt. Der Verband lief bis etwa zwanzig Seemeilen vor die deutsche Küste nahe Helgoland. Lieutenant Commander Cecil L’Estrange Malone hatte das Kommando über die Flugzeugmutterschiffe, die Flugzeuge und den Kampfeinsatz, die U-Boote wurden von Commodore Roger Keyes befehligt. Die Flugzeuge, je mit drei 20-Pfund-Bomben bewaffnet, wurden am Morgen des 25. Dezember um 6 Uhr mit Hilfe von Ladebäumen zu Wasser gelassen. Es handelte sich um Seeflugzeuge vom Typ Short „Folder“ (vier Improved Type 74, drei Type 81 und zwei Type 135. Der Auftrag bestand in der Zerstörung der drehbaren Halle Nobel, weiterer Hallen und der darin geparkten Zeppeline sowie das Gaswerkes. Aufgrund der Kälte (~ 0 °C) konnten um 07:10 Uhr nur die Motoren von sieben der neun Flugzeuge gestartet werden. Nach dem Start der sieben angreifenden Flugzeuge und Aufnahme der beiden nicht gestarteten Maschinen setzten sich die Schiffe unbehelligt und unentdeckt nach Westen ab, obwohl die Kaiserliche Marine gewarnt war und Patrouillenboote entsandt hatte. Nur das Linienschiff Mecklenburg, welches zum Vorposten- und Sicherungsdienst auf der Unterelbe eingesetzt war, entdeckte und beschoss einen vermeintlichen Gegner, der sich jedoch als befreundeter Fischtrawler herausstellte. Um 07:30 Uhr entdeckte das deutsche U-Boot U 6 den Verband und löste Alarm aus. Doch die deutsche Admiralität ging von einem feindlichen Aufklärungsversuch aus. Das deutsche Vorpostenboot Wega entdeckte fünf Flugzeuge, konnte aber wegen fehlender Funktelegrafie nicht alarmieren. Erst der Vorpostendampfer Seefahrt, als Feuerschiff beordert, konnte eine Meldung nach Helgoland absetzen. Zur Aufklärung wurden in Nordholz die Luftschiffe L 5 und L 6 gestartet, von denen letzteres über der Außenweser drei Doppeldecker entdeckte und den Stützpunkt per Funk warnte.

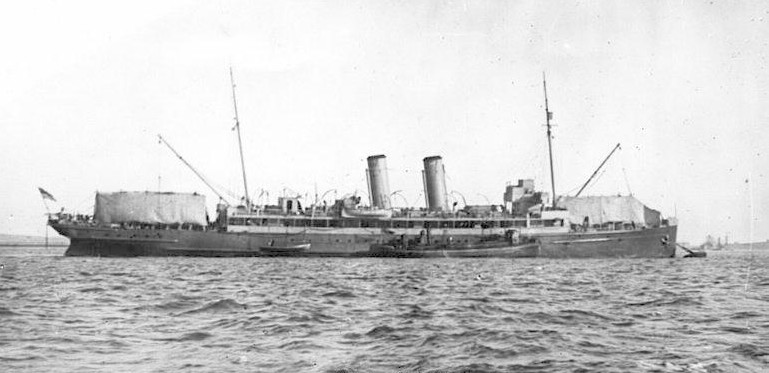
HMS Riviera mit den frühen Segeltuch-Hangars
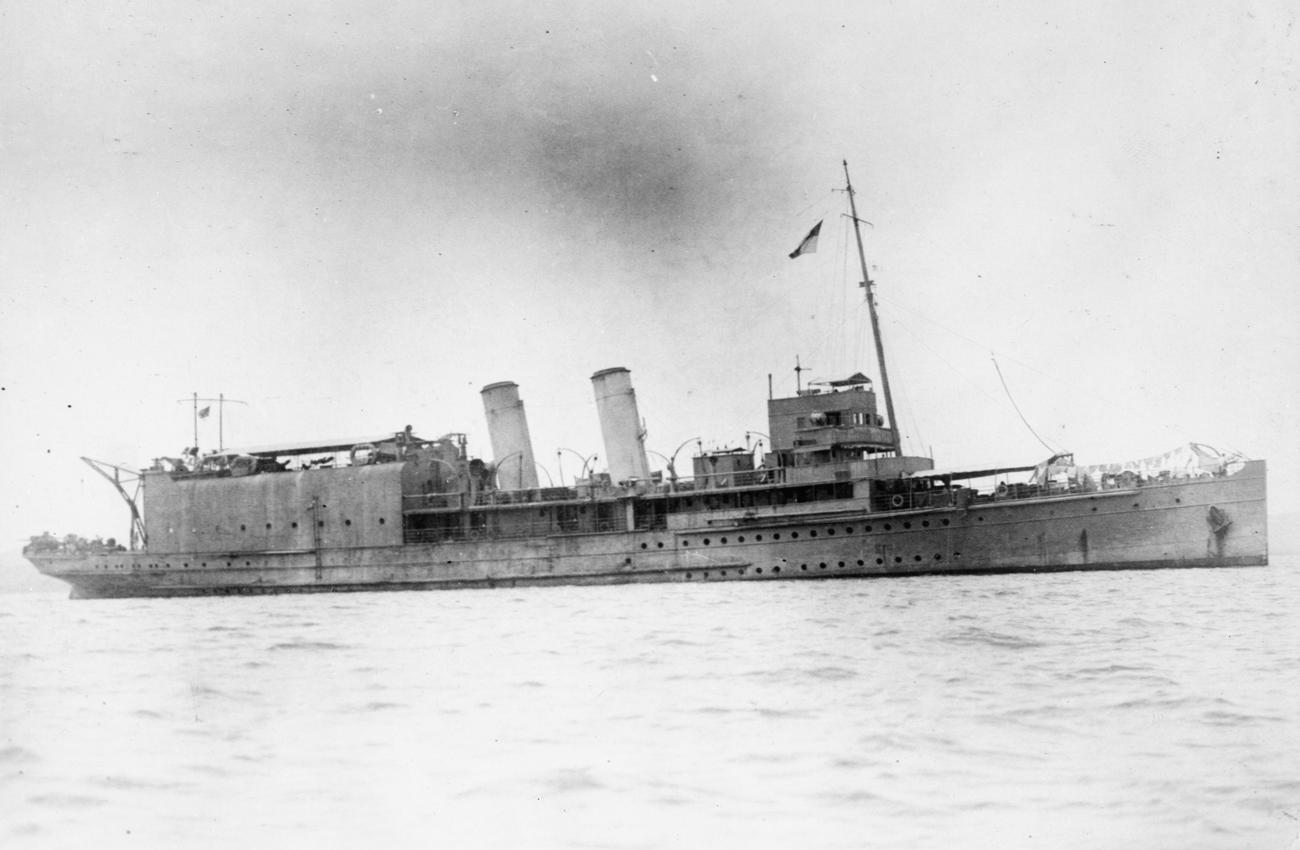
HMS Empress
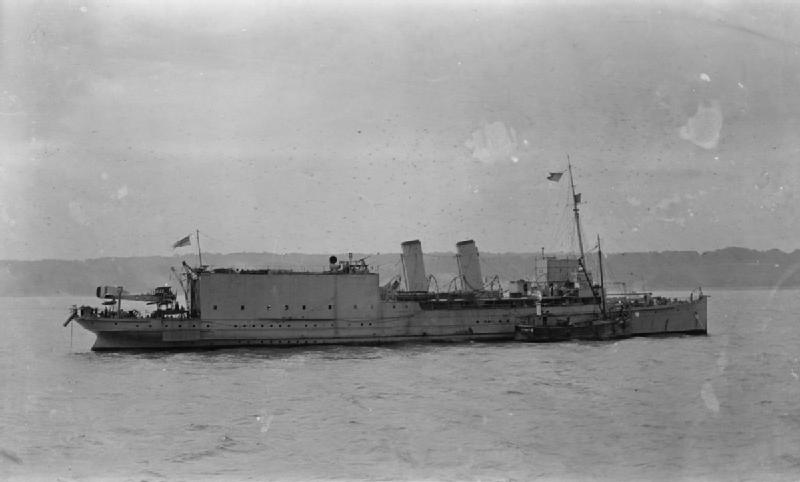
HMS Engadine

## Angriff
Der Angriff wurde durch Wolken und Nebel beeinträchtigt. Die Flieger mussten tiefer fliegen und wurden zum erreichbaren Ziel für die vorgewarnte deutsche Luftabwehr, doch der Schaden hielt sich in Grenzen. Die Basis in Cuxhaven wurde durch Zufall getroffen, als ein gemäß britischen Quellen orientierungsloser Pilot einen Glückstreffer erzielte.

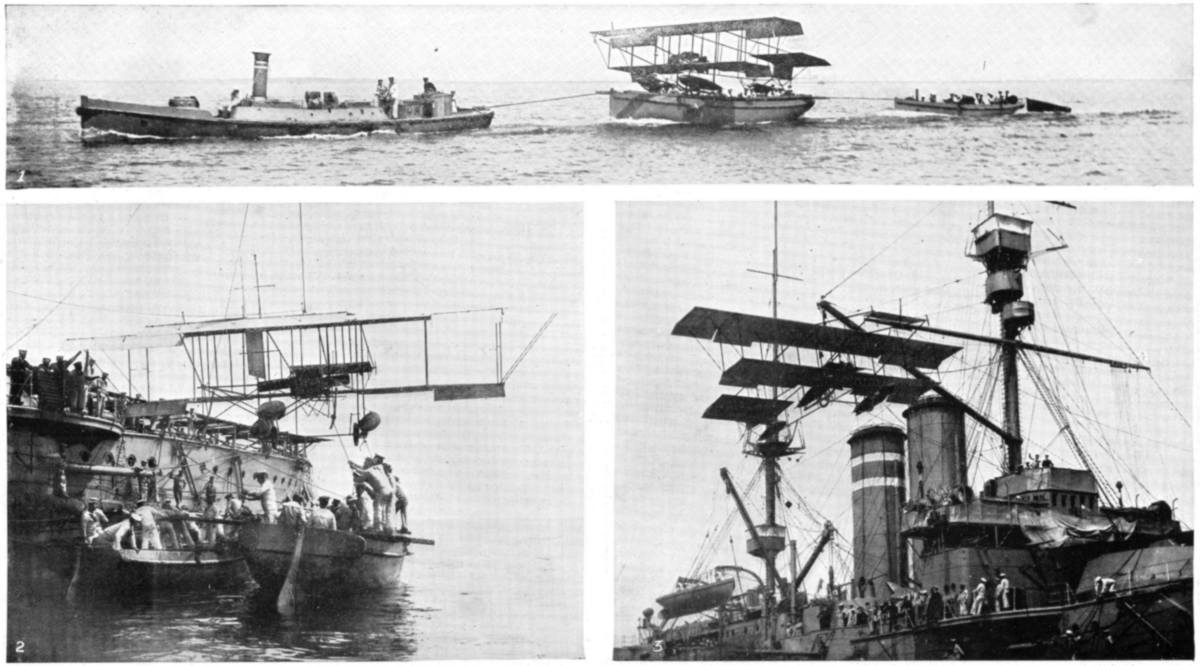
Aufnahme der Flugzeuge nach dem Angriff

Wegen der starken Abwehr in Cuxhaven und Nordholz und der damit geringen Möglichkeiten wurden stattdessen auf dem Rückweg Ziele angegriffen: Auf Wilhelmshaven, auf eine Basis für Wasserflugzeuge bei Norderney sowie auf die Kleinen Kreuzer Graudenz und Stralsund wurden Bomben geworfen.

Um 09:35 Uhr war der Angriff zu Ende. Zwei oder drei Flugzeuge (hier differieren die Angaben) kehrten zum schwimmenden Verband zurück, darunter die vom Flight Commander Cecil Francis Kilner geführte Maschine mit Lieutenant Erskine Childers als Navigator und Beobachter. Der Segler und Autor des Spionageromans Riddle of the Sands war mit dem Seegebiet vertraut und hatte alle Besatzungen vor dem Einsatz eingewiesen. Drei oder vier weitere wasserten wegen Treibstoffmangels vor Norderney, wo die Piloten von U-Booten und Geleitschiffen aufgenommen und die Flugzeuge versenkt wurden. Die siebte Maschine wurde als vermisst gemeldet. Um 11:45 Uhr erfolgte der Befehl zum Rückzug. Einige Kreuzer und U-Boote suchten bis 20 Uhr nach dem vermissten Piloten. Der war wegen eines Motorschadens acht Seemeilen vor Helgoland gewassert und vom niederländischen Trawler Marta van Hattem gefunden worden. Da der Motor nicht repariert werden konnte, wurde auch dieses Flugzeug versenkt und der Pilot nach Fangende zu Neujahr nach IJmuiden in den Niederlanden verbracht, wo er ein Glückwunschtelegramm von König Georg V. erhielt. Anschließend wurde der Pilot am 2. Januar 1915 über Hoek van Holland nach England ausgeschifft.
Der Angriff erfolgte ohne Verluste von Menschenleben.

## Epilog
Ein Teil der Einheiten in Cuxhaven wurde nach dem Angriff an den Kaiser-Wilhelm-Kanal verlegt, es wurde am Boden eine Flugabwehr eingerichtet, darunter die Stellungen Seeheim und Nordheim und eine kleine Staffel von sechs Jagdflugzeugen wurde auf den Luftschiffhafen Nordholz stationiert.
Für den Verlauf des Ersten Weltkriegs war der wegen schlechter Witterungsbedingungen erst im fünften Versuch erfolgte Weihnachtsüberfall militärisch bedeutungslos. Der Angriff war der erste unter Kriegsbedingungen erfolgte strategische Einsatz von Flugzeugmutterschiffen.
Im Frühjahr 1915 erfolgten acht weitere ähnliche Überfälle. In Cuxhaven erfolgten im Ersten Weltkrieg keine weiteren Luftangriffe. Der Luftschiffhafen Tondern wurde genauso wie die Inlandsflughäfen Düsseldorf, Köln und Friedrichshafen noch mehrfach angegriffen.